# 多重宗教身份認同
多重宗教身份認同提出一個人可同時屬於多個宗教傳統的概念。或許有些區域如亞洲早視此為正常現象，但不少宗教學者已開始討論在不同宗教傳統中，如華人民間信仰（中國道教）、猶太教、基督教、回教等擁有多重宗教身份認同的可能性。

## 概述

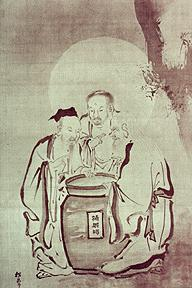
嘗醋翁圖：比喻佛教、儒教和道教和諧共處

在一些宗教如猶太教、基督教和伊斯蘭教等一神教，宗教排他主義者多不認同多重宗教身份認同此概念。這與某些國家如中國、日本、韓國、越南、印度、尼泊爾、斯里蘭卡正正相反，因為它們在漫長的歷史上曾受多種宗教影響。此外，由於在後現代時期中人們可選擇眾多不同的宗教，令他們多質疑自己的身份，導致難於為自己的身份作定位。因此，學者如凱瑟琳·高乃依、潘彼得、法蘭西斯·芳濟·克隆尼、楊·霍蘭德、阿洛伊修斯·皮爾里斯和德芙卡·普德尼提出每個人可重屬多個宗教的可能性。這裡所提出的多重宗教身份認同並非主觀地認為自己屬於某種宗教，而是如高乃依所說，「透過認定自己的宗教傳統而傾向認定該宗教所賦予的身份。」因此，多重宗教身份學術討論的目的是希望藉著認識其他宗教、而轉化個人對自己宗教的認知。
楊．霍蘭德指出百份之七十九的日本人介定自己為神道教徒，而百份之七十五會介定自己為佛教徒。此兩宗教如此高百份比之原因在於許多日本人同時介定自己為神道教徒及佛教徒，而他們不認為同屬多於一個宗教有問題。霍蘭德視此現象為分工。他指出這現象能出現於日本，在於日本的宗教沒有任何道德制度及通常只理會儀式和宗教常規，此與西方宗教相當不同。因此，日本人可屬多個宗教，而沒有社會及道德上的衝突，很多日本人會在節日和平日到神社參拜，但平常則無宗教信仰。

## 研究多重宗教身份認同的手法
根據霍蘭德的研究，學者嘗試研究依附於一個宗教(如基督教)、而同時屬於多個宗教的可能性。如德芙卡·普德尼所說，研究多重宗教身份認同能歸納為兩種傾向：第一， 潘彼得以高舉基督不平衡身份為重心的基督論手法； 第二，法蘭西斯．芳濟．克隆尼視宗教為分離實體、跨到別宗教作研究的方法論手法。此兩種手法概括如下：

### 基督論手法
潘的手法著重不平衡，它描述耶穌為道成肉身的邏各斯及神與人類連繫之巔峰。潘嘗試反思個人的文化身份及傳統，認為多重宗教身份認同是必需的，因為此能讓多重宗教實踐者視其他宗教修飾他們的信仰。如潘所說，這手法不否定其基督徒的身份，反之，與其他非基督教宗教比較，基督徒才是其主要身份。另外，潘指出多重宗教身份認同並非廿一世紀的新發現，而是早已記載於使徒行傳中第一世紀基督徒一個相當普遍的生活模式。潘評論道，失去多重宗教身份認同是一個對猶太教和基督教來說「嚴重的損失」，因為這是之後恨仇歷史的開端，此現象基督教裡尤其明顯。

### 方法論手法
作為比較神學家，克隆尼談到當代世界的多元性，尤其是多種宗教百花齊放的景象。他認為我們有必要在多元世界裡反思我們的宗教，因為我們「可從其他[宗教]看到自己，又能在我們[的宗教]當中看到他者。」他著重研究經文及神學文獻，以比較基督教與非基督教宗教之異同，從而越界到其他宗教傳統，以致研究者能反思自己的神學而重塑其個人身份。克隆尼已研究印度教超過四十年，他認為不同學科的神學及印度教能「相互充實[雙方之神學]。」使用此手法能讓人從他/她自己的傳統進入另一領域，再回到自己的傳統，從而充實及重整個人的信仰。

## 挑戰及爭議
當不少學者嘗試研究多重宗教身份認同及認識其他非自己信奉的宗教，基督教保守派質疑多重宗教身份認同內的包容主義，因為此代表救恩能從基督耶穌以外獲得。系統神學家韋利馬蒂·卡維里質疑此排斥非基督教宗教的手法，他認為只有神能賜予救恩，而基督徒只是見證此救恩。基督徒只能謙卑地承認救恩屬於神，也只能從神而來。另一方面，研究多重宗教身份認同的學者，例如小约翰·B·柯布，視此學說為基督教帶來轉機、而非威脅：「我不認為多重宗教身份認同是未來主要的宗教方向。最主要的方向將會是轉化某一宗教之傳統，例如在基督教的情況下，便會是讓基督徒們重新認識其他的宗教傳統。」柯布認為，不同宗教之對話能減輕基督教與猶太教的張力，以及避免對回教之誤會。